# Mario Cetina
Mario Cetina (* 28. Januar 1995 in Zagreb) ist ein kroatischer Fußballspieler.

## Karriere
Cetina begann seine Karriere beim NK ZET Zagreb. Zur Saison 2005/06 wechselte er in die Jugend von Dinamo Zagreb. Im März 2008 kehrte er zu ZET zurück. Zur Saison 2011/12 wechselte er zum NK Hrvatski dragovoljac. Im Juni 2013 stand er gegen den NK Rudeš erstmals im Kader der ersten Mannschaft. Sein Debüt für diese in der 2. HNL gab er im August 2014, als er am dritten Spieltag der Saison 2014/15 gegen den NK Dugopolje in der 64. Minute für Ivan Mršić eingewechselt wurde. Im April 2015 erzielte er bei einer 3:2-Niederlage gegen den HNK Gorica Velika Gorica sein erstes Zweitligator. Nach 45 Einsätzen für Hrvatski dragovoljac wechselte er zur Saison 2016/17 zum Ligakonkurrenten NK Lučko Zagreb. Für Lučko kam er zu 13 Einsätzen. Im Februar 2017 wechselte er zu den drittklassigen Amateuren von Hajduk Split, mit denen er zu Saisonende in die 2. HNL aufstieg. In dieser kam er jedoch nur zu einem Einsatz für Split II, woraufhin er im Februar 2018 zu Hrvatski dragovoljac zurückkehrte.
Nach 14 Einsätzen wechselte er im Februar 2019 nach Slowenien zum Erstligisten NK Krško. Sein Debüt in der 1. SNL gab er im März 2019, als er am 21. Spieltag der Saison 2018/19 gegen den NK Rudar Velenje in der Startelf stand. Bis Saisonende kam er zu 16 Einsätzen für Krško, in denen er ein Tor erzielte. Mit dem Verein musste er allerdings aus der 1. SNL absteigen. Daraufhin wechselte Cetina zur Saison 2019/20 ein drittes Mal zu Hrvatski dragovoljac. Nach 15 Zweitligaeinsätzen wechselte er im Februar 2020 zum österreichischen Zweitligisten Kapfenberger SV, bei dem er einen bis Juni 2020 laufenden Vertrag erhielt. In zwei Jahren in Kapfenberg kam er insgesamt zu 40 Einsätzen in der 2. Liga. Im Januar 2022 verließ er die KSV und wechselte zum viertklassigen DSV Leoben.